# 理想郷 (Jeeptaの曲)
「理想郷」（りそうきょう）はJeeptaの3枚目のシングル。

## 概要
前作の「日進月歩」に続き、中京テレビ制作・日本テレビ系「フットンダ」エンディングテーマ。テレビ東京系「JAPAN COUNTDOWN」7月度オープニングテーマでもある。アルバム「革命エントランス」先行シングル。

### プロモーションビデオ
監督は前作に続いて、柿本ケンイチが担当。前方位ミラーを使用して360度撮影したドーナツ型の映像を平面に展開。Jeeptaとエキストラ12人が11テイク分撮影し、172人で同時演奏をするという内容になっている。

## 批評
CDジャーナルは表題曲を「“未来を掴みとれ”という熱いメッセージが胸を打つ」と、カップリングを「イントロでは美しいコーラスを聴かせてる」と評した。

## 収録曲
1. 理想郷
作詞・作曲：石井卓　編曲：Jeepta
2. When You Wish Upon a Wind
作詞・作曲：石井卓　編曲：Jeepta